# Neave Brown

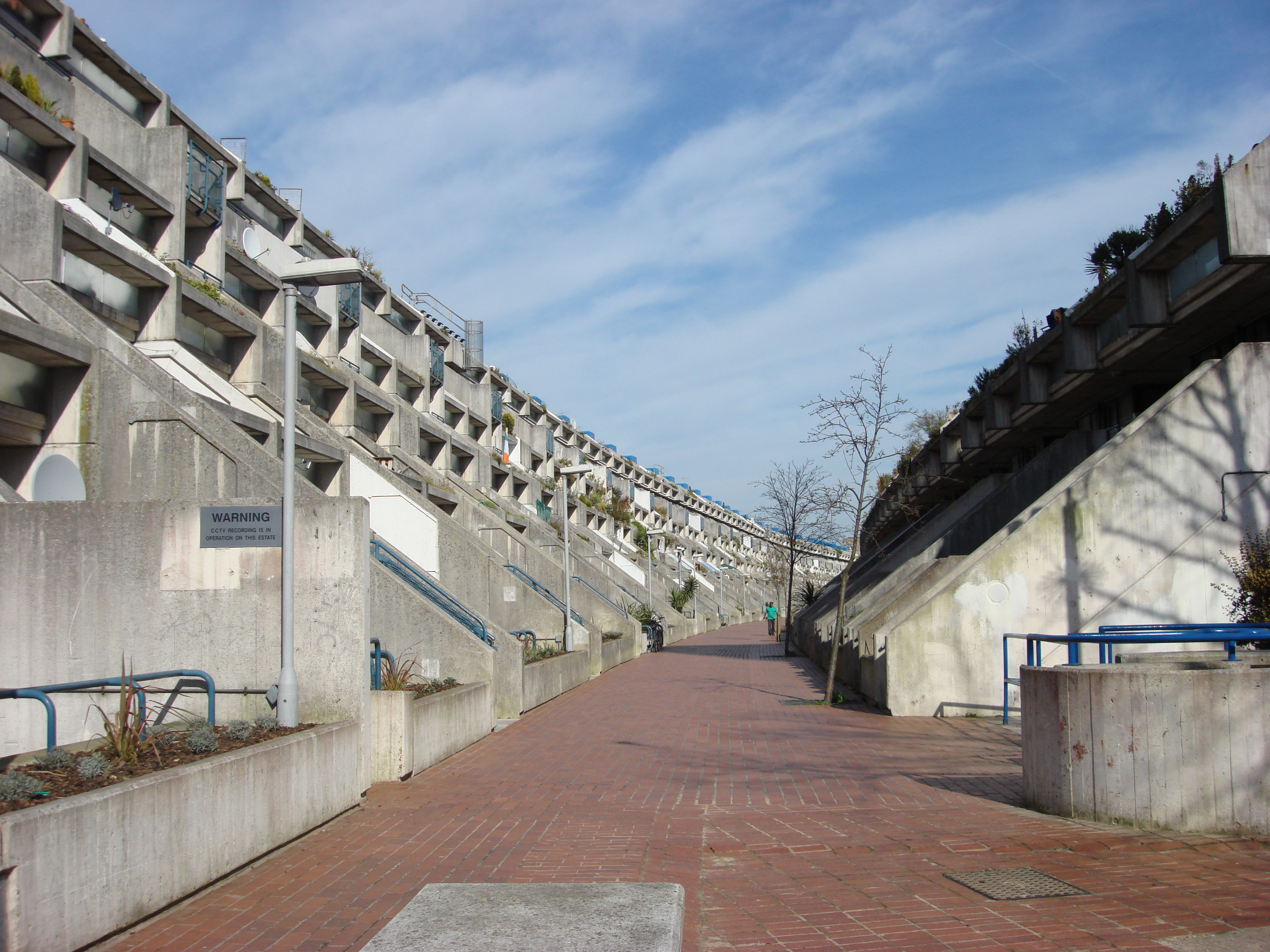
Alexandra and Ainsworth Estate, Camden, London 1968–1979

Neave Brown (* 22. Mai 1929 in Utica, Vereinigte Staaten; † 9. Januar 2018 in London, England) war ein britischer Architekt und Hochschullehrer, der überwiegend im Wohnungsbau tätig und zeitweise dem Brutalismus zuzurechnen war. Mit seinen terrassenförmig angelegten Großsiedlungen gilt er als einer der Wegbereiter des engagierten sozialen Wohnungsbaus in England.

## Leben
Neave Brown wurde 1929 in den USA als Sohn des britischen Unternehmers Percy Brown und seiner amerikanischen Frau Beatrice geboren; seine Mutter war im Verlagswesen tätig. Nach dem Besuch der High School in Bronxville, New York, ging er 1945 nach England ans Marlborough College, das er 1948 abschloss. Nach dem Militärdienst studierte er von 1950 bis 1956 an der Architectural Association School of Architecture in London.
Nach seiner Ausbildung arbeitete er für drei Jahre im Büro Lyons, Israel and Ellis, in dem auch James Stirling und James Gowan ihre Karrieren begannen. 1965 holte ihn Sydney Cook, der Direktor des Camden Architects Department, in seine Abteilung, wo er bis 1979 für große öffentliche Wohnungsbauprojekte zuständig war. Bei seinem heute bekanntesten und bereits seit 1993 als Grade-II*-Bauwerk denkmalgeschützten Projekt in der Alexandra Road, einer Anlage mit über 500 Apartments, kam es zu deutlichen Budget- und Zeitüberschreitungen. Es gab in der Folge eine zweijährige öffentliche Untersuchung, die das Ende seiner beruflichen Karriere in England bedeutete, auch wenn er durch das Ergebnis der Ermittlungen weitgehend entlastet wurde. Hinzu kam aber auch der starke Rückgang des öffentlichen Wohnungsbaues in der Ära Thatcher ab 1979.
In der Folgezeit arbeitete Brown als Ausstellungsarchitekt, unter anderem für die Hayward Gallery. Von 1986 bis 1993 hatte er ein gemeinsames Büro mit David Porter (* 1946) und war auch danach vor allem in Italien und den Niederlanden als Architekt tätig. Daneben lehrte er von 1996 bis 1999 an der Universität Karlsruhe.
Nach seinem letzten großen Projekt, einer Wohnsiedlung in Eindhoven 2003, widmete sich Brown einem Jugendtraum und begann ein Kunststudium an der City and Guilds of London Art School.
Neave Brown erhielt für sein Lebenswerk die Royal Gold Medal 2018 des Royal Institute of British Architects.

## Projekte (Auswahl)

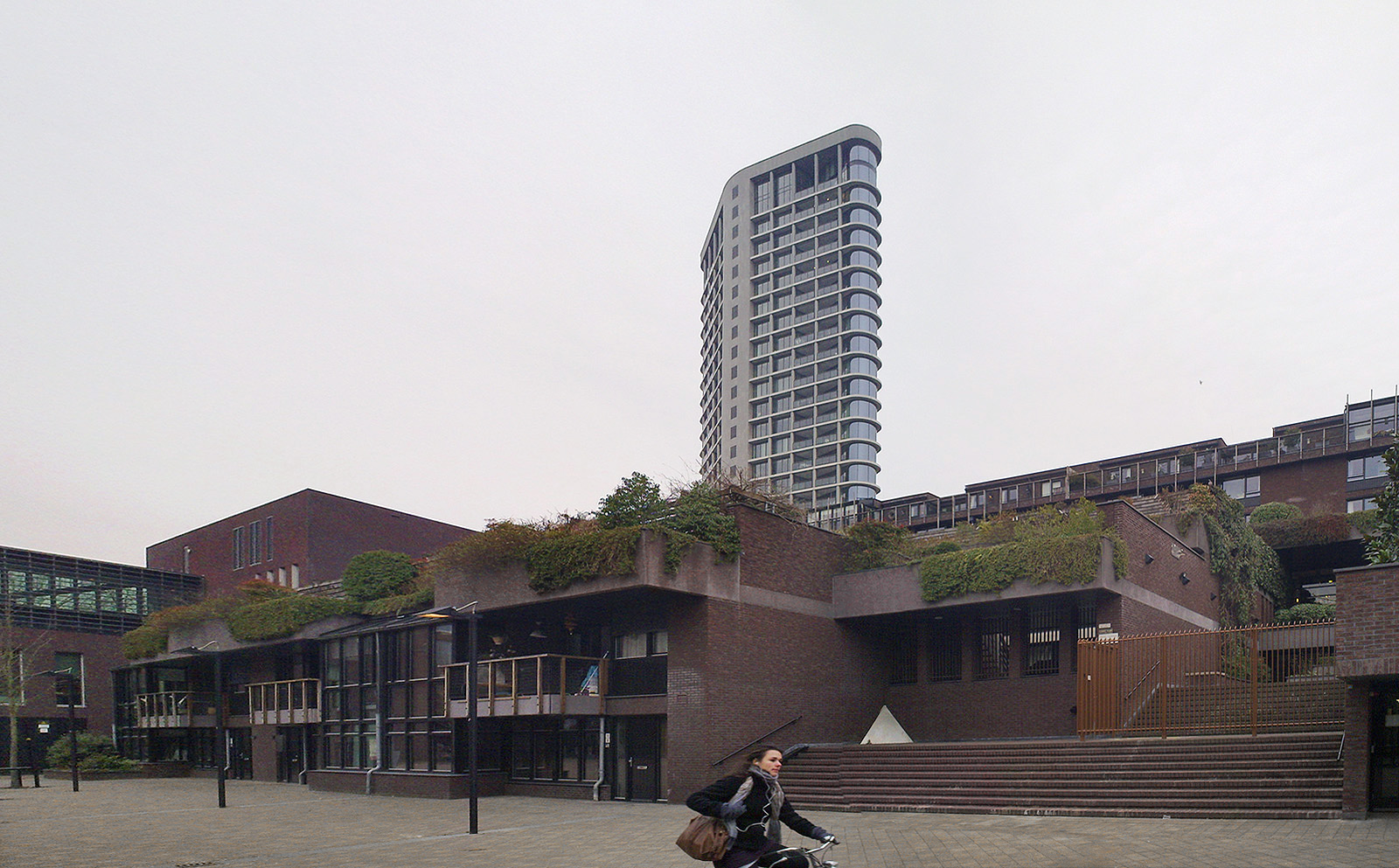
Smalle Haven, Eindhoven 2002, im Hintergrund der Vesteda-Turm

- 1963–1966: Fünf Terrassenhäuser, Winscombe Street 22–32, Highgate Newtown, London (als Grade-II-Bauwerk geschützt)[6]
- 1971–1977: Wohnsiedlung Dunboyne Road (ehemals Fleet Road), Camden, London (Grade II)[7]
- 1968–1979: Wohnsiedlung Alexandra Road, Camden, London (Grade II*)[2]
- 1991: Mozzo 2, 24 Reihenhäuser, Bergamo[8][9]
- 1994: Wohnsiedlung Zwolsestraat und Apartmenthochhaus ’s-Gravenduyn, Harstenhoekweg, Scheveningen, Den Haag (mit David Porter)[10]
- 1993–2003: Wohnsiedlung Medina, Entwicklungsgebiet Smalle Haven, Eindhoven